# Lunga Marcia 1D
Durante gli anni 90 l'Accademia cinese di tecnica dei lanciatori ha sviluppato una versione migliorata del missile DF-4 allo scopo di testare un veicolo per il rientro atmosferico. A questo nuovo lanciatore venne dato il nome commerciale di Lunga Marcia 1D (in cinese: 长征一号丁S, Chángzhēng yīhào dīngP).
Il Lunga Marcia 1D non ottenne un alto gradimento e venne utilizzato solo per test di rientro. Ha effettuato in totale tre voli suborbitali dal Cosmodromo di Taiyuan, di cui due completati con successo e uno, l'ultimo, concluso con un fallimento.